# Великое Поле (Псковская область)
Великое Поле (Малая Толбица) — деревня в Псковском районе Псковской области. Входит в состав Серёдкинской волости. 
Расположена в 26 км к северу от Пскова, на Гдовском шоссе (автодороге Псков — Гдов, Р60), на реке Старцева (Лютовка).

## Население
| 2001 | 2002 | 2010 |
| ---- | ---- | ---- |
| 56   | ↗68  | ↘48  |

## История
Погост Верхолино упоминается в Писцовых Книгах 1585-87 гг., как центр Верхолинской губы Белской засады.
До 1 января 2010 года деревня входила в состав упразднённой Верхолинской волости.

## Топографические карты
- Лист карты O-35-XVII Новоселье. Масштаб: 1 : 200 000. Издание 1980 г.